# Lucija (film)
Lucija je slovenski črno-beli romantično-dramski film iz leta 1965 v režiji Franceta Kosmača, po povesti Strici Frana Saleškega Finžgarja. Film prikazuje dninarko Lucijo, ki služi na bogati kmetiji Podlogarjevih.

## Igralci
- Metka Bučar
- Mara Černe
- Stane Čresnik
- Franček Drofenik
- Angelca Hlebce kot Božnarica
- Janko Hočevar kot krojaček
- Vekoslav Janko kot Božnar
- Janez Jerman
- Vida Juvan kot Maruša
- Mila Kačič
- Miran Kenda
- Rudi Kosmač kot Mohor
- Ančka Lombar
- Kristijan Muck kot Bolte
- Polde Polenc
- Franc Presetnik kot Vorena
- Janez Rohaček
- Lojze Sadar
- Dušan Skedl
- Andrej Šmuc
- Bert Sotlar kot Gašper
- Avgust Stanko
- Anton Terpin
- Alenka Vipotnik kot Lucija
- Janez Vrhovec kot Zaplaznik
- Jože Zupan kot Podlogar